# 바람자루

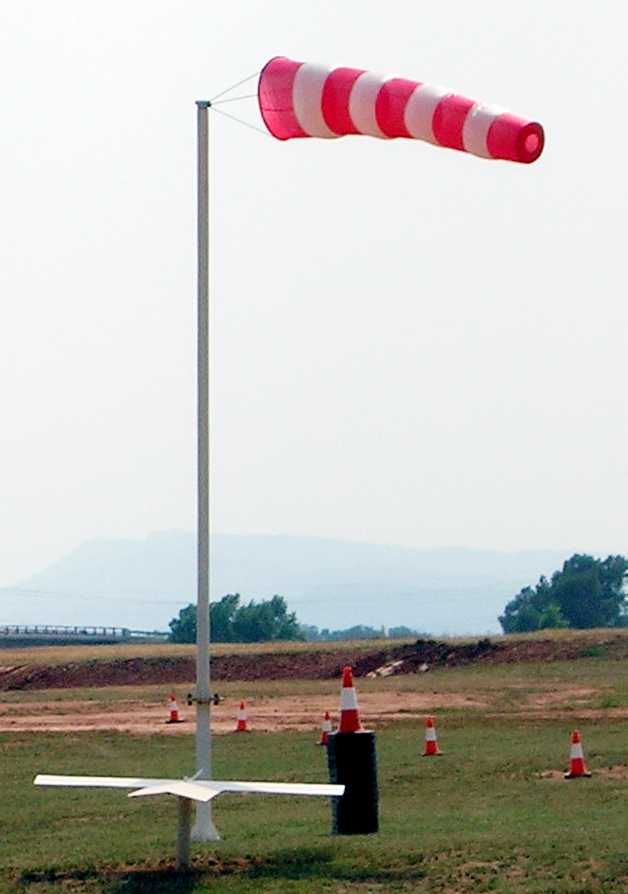
바람자루

바람자루는 천으로 된 원뿔 모양의 통으로, 바람의 방향과 상대적인 속도를 재기 위해 고안되었다. 불려흐름이라고도 한다. 직경 30 ~ 50cm 에 길이 1 ~ 2 m 정도의 크기이며, 가벼운 천으로 만든다.
바람자루는 주로 공항과 가스 유출의 위험이 있는 화학 공장에서 사용된다. 이들은 때로는 바람이 센 곳의 고속도로를 따라 놓이기도 한다.
바람은 바람자루가 가리키는 방향으로 분다. ('바람의 방향'은 통상 바람이 불어오는 방향을 의미하므로, 바람의 방향은 바람자루의 반대 방향이 된다. 예를 들면, 바람자루가 남쪽을 가리키면 북풍이 불고 있음을 의미한다.) 바람의 세기는 고정된 기둥과의 상대적인 각도로 알 수 있다. 잔잔한 바람에는 바람자루가 처지며, 강한 바람에는 수평으로 날린다.
많은 공항에서 바람자루는 불빛 또는 조명을 비추어 준다.

## 같이 보기
- 풍기
- 풍향계
- 풍속계